# Steyr ADGZ

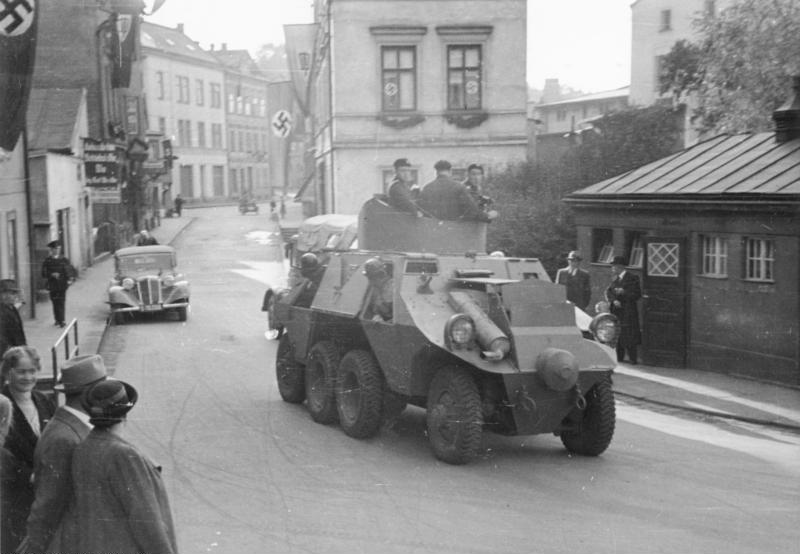
Steyr ADGZ beim Einmarsch in das Sudetenland

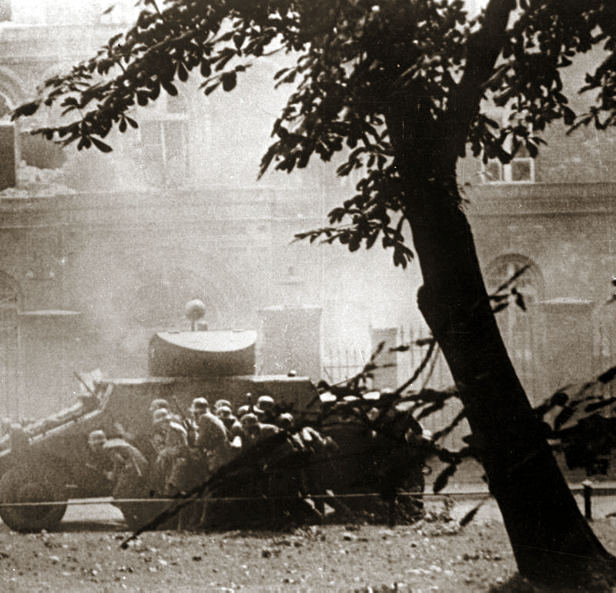
Steyr ADGZ bei der Erstürmung des polnischen Postamtes in Danzig

Der Straßenpanzerwagen ADGZ war ursprünglich eine Panzerspähwagen-Entwicklung der Austro-Daimler-Puchwerke AG in Wiener-Neustadt. Die Steyr-Werke fusionierten 1934 mit diesen zu Steyr Daimler Puch und übernahm damit das Entwicklungsprojekt.
Die Namensgebung entstammt dem Ausgangspunkt des Projektes, einem geplanten, aber nicht realisierten 6-Rad-Geländewagen mit der Bezeichnung ADG.
Er wurde sowohl vom Österreichischen Bundesheer als auch von der Bundessicherheitswache und der Bundesgendarmerie eingesetzt. Nach dem Anschluss Österreichs wurden die Fahrzeuge von der Deutschen Polizei übernommen.

## Geschichte
Die Weiterentwicklung dieses Fahrzeuges im Steyr-Konzern begann 1934 und endete ein Jahr später. Von 1935 bis 1937 wurden insgesamt 27 Fahrzeuge hergestellt. 12 ADGZ-Panzerwagen waren im Bestand des Bundesheeres, alle in der Schnellen Division, während 14 Fahrzeuge im Bestand der Sicherheitswache (6 Stück) und Gendarmerie (8 Stück) waren.
Nach dem Anschluss wurden die Fahrzeuge als Polizei-Panzerkampfwagen Steyr in die neu aufgestellten Polizei-Panzer-Kompanien übernommen, da die Wehrmacht keinen Bedarf anmeldete. Drei ADGZ der Polizei unterstützten, zur Tarnung beschriftet mit Sig-Runen und den Namen Sudetenland, Ostmark und Saar, die SS-Heimwehr Danzig bei der Erstürmung des polnischen Postamtes in Danzig am 1. September 1939. Dies wurde auch in Die Blechtrommel von Günter Grass beschrieben. Die Fahrzeuge sind sowohl in der damaligen Wochenschau als auch in dem Blechtrommel-Film zu sehen.
In der Folgezeit wurden ADGZ von Polizei-Verbänden an der Ostfront genutzt. 1941 wurden noch weitere 25 Fahrzeuge bestellt, die dann ab 1942 auf dem Balkan und in der Sowjetunion in erster Linie für den Kampf gegen Partisanen verwendet wurden, so auch bei der 13.(verst.) Polizei-Panzer-Kompanie des (SS-)Polizei-Regiments 14.

## Technische Beschreibung
Das Fahrzeug hatte kein echtes Heck, das heißt beide Enden konnten als Fahrzeugfront dienen. Zudem verfügte es über Allradantrieb.